# Kim Yong-ju
Kim Yong-ju (Mangyongdae, 21 settembre 1920 – Pyongyang, 15 dicembre 2021) è stato un politico nordcoreano, fratello minore di Kim Il-sung.
Ritenuto il delfino del fratello, nel 1974 fu allontanato dai palazzi del potere in favore del nipote Kim Jong-il. Riapparve sulla scena politica negli anni Novanta, ricoprendo cariche nella dirigenza del Partito del Lavoro di Corea e nell'Assemblea popolare suprema, di cui è stato vicepresidente dal 1998 al 2019.

## Biografia
Kim Yong-ju nacque il 21 settembre 1920 nella Corea sotto il dominio giapponese, studiò all'università di Mosca, laureandosi nel 1945. Celermente scalò le gerarchie del Partito del Lavoro di Corea, divenendo nel 1960 direttore del Dipartimento di Guida e Organizzazione (preposto alla propaganda del regime) e, nel 1961, al IV Congresso nazionale del Partito fu nominato membro del Comitato Centrale. Al 1967 risale la sua opera più importante, i Dieci principi per l'istituzione di un sistema ideologico monolitico, divenuti ufficiali nel 1974.
All'epoca Kim Yong-ju era ritenuto il delfino e sicuro successore del Grande Leader Kim Il-sung; la sua elezione al Politburo nel 1970 sembrò confermare tale visione dei fatti. Tuttavia emerse nel contempo la figura di Kim Jong-il, figlio del Grande Leader, e si aprì un'aspra lotta di successione.
Le differenze tra Kim Yong-ju e il fratello erano notevoli: Kim Il-sung aveva partecipato alla guerra contro i giapponesi (insieme ai suoi fidati compagni Ri Ul-sol e Kim Chol-man) ed era un convinto sostenitore del culto della personalità, mentre il fratello era schivo e aveva trascorso la gioventù immerso nello studio. Durante una seduta plenaria del Comitato Centrale (febbraio 1974) Kim Yong-ju venne rimosso da tutti gli incarichi, ufficialmente per motivi di salute (avrebbe in effetti subito operazioni al cuore in Paesi dell'Est Europa). Nel 1975 fu messo agli arresti domiciliari e scomparve del tutto dalla scena politica.
Nel 1993 un ormai anziano Kim Il-sung richiamò il fratello a Pyongyang e lo nominò vicepresidente. Dopo la morte del fratello, Kim Yong-ju fu formalmente capo di stato nel periodo di vacanza che seguì, fino alla nomina del defunto presidente come Capo di Stato Eterno, nel 1998. Kim Yong-ju venne quindi nominato vicepresidente dell'Assemblea popolare suprema, incarico che ha ricoperto fino alla morte, avvenuta il 15 dicembre 2021. Aveva 101 anni.